# Latas
Latas ist ein spanischer Ort in der Provinz Huesca der Autonomen Gemeinschaft Aragonien. Latas, im Pyrenäenvorland liegend, gehört zur Gemeinde Sabiñánigo. Der Ort hatte 63 Einwohner im Jahr 2015. Der Ort liegt etwa drei Kilometer (Luftlinie) nordöstlich von Sabiñánigo auf 890 m Höhe. 

## Geschichte
Der Ort wurde im Jahr 1055 erstmals urkundlich erwähnt.

## Sehenswürdigkeiten
- Romanische Pfarrkirche San Martín aus dem 12. Jahrhundert[1]